# غلام رضا تختي
غُلام-رضا تَخْتي (بالفارسیة: غلامرضا تختی) (27 أغسطس 1930 - 7 يناير 1968) مصارع رياضي وملاكم إيراني، الملقب شعبيًا بـجَهان بَهلَوان أي «بطل العالم» بسبب سلوكه وشهرته بالمروءة يعد من أشهر الرياضيين الإيرانيين الأكثر شعبية في زمنه، على الرغم من أن عشرات الرياضيين الإيرانيين فازوا بميداليات دولية أكثر مما حصل عليه تختي، فهو لا يزال بطلاً للعديد من الإيرانيين.

ولد غُلام-رضا بن رجب خان بن حاج قُلي التختي في طهران في عائلة بسيطة مسلمة اثناعشرية أذرية في منطقة خاني آباد، واسمه غُلام رضا، أي عبد الرضا يرجع تيمنًا بالإمام علي الرضا. بدأ تختي ممارسته لرياضة في سن مبكرة في زورخانة وانضم إلى نادي بولاد عام 1950. ثم أنضم إلى المنتخب الإيراني وشارك في العدید من البطولات الاولمبیة والعالمیة أحرز فیها عدة میدالیات وكانت مشاركاته الاولمبیة في ألعاب هلسنكي عام 1952 التي احرز فیها میدالیة فضیة وملبورن 1956 التی حصد فیها الذهبية وروما 1960 التي نال فیها الفضیة.

عرف تختي أيضًا بآرائه المناهضة للنظام الملكي، الدولة البهلوية. وكان عضوًا في الجبهة الوطنية. تم العثور على جثمانه في غرفته بالفندق وقد أعلنت الحكومة رسميًا وفاته بسبب انتحار عن عمر یناهز السابعة والثلاثین. ومع ذلك، يدعي البعض أنه أغتيل بسبب أنشطته السياسية ضد النظام متهمًا منظمة سافاك.